# Tra(sgre)dire
Tra(sgre)dire é um filme erótico de Tinto Brass do ano 2000.

## Descrição
O nome do filme é uma mistura das palavras "transgredir" e "trair" em italiano.
No filme há uma aparição especial do diretor, Tinto Brass, interpretando o dono de uma loja de fotografia. No final há também uma citação de outro filme: La Chiave, do próprio Tinto Brass, que os protagonistas lembram de terem visto no cinema em 1986.
O filme tem algumas poucas cenas faladas em inglês.

## Trama
Carla, uma veneziana de vinte anos, entra em uma imobiliária em Londres: procura um apartamento para alugar com Matteo, o estudante por quem é apaixonada e que em breve se juntará a ela na capital britânica. Moira, uma lésbica, dona da imobiliária, impressionada com a atratividade de Carla, a convida para sua casa. Carla esconde tudo de Matteo que, tomado de dúvidas e ciúmes, avisa ao telefone que pretende desistir da viagem a Londres. Carla, muito decepcionada, acaba por aceitar a paquera de Mário, o ex-marido de Moira, durante uma festa muito especial.
Em Veneza, porém, Matteo não resiste e sai sem dizer nada. Ao chegar de surpresa a Carla em Londres, dá vazão à sua raiva, mas no final, arrastado por ela e pelas pessoas que Carla conheceu, entende que se conhecer outra pessoa o deixa louco de ciúmes, é justamente o ciúme que o deixa louco. com desejo por ela. Então Matteo pede a Carla que jure que sempre mentirá para ele.

## Elenco
- Julija Majarčuk: Carla
- Jarno Berardi: Matteo
- Francesca Nunzi: Moira
- Max Parodi: Mario
- Mauro Lorenzi: Bernard
- Vittorio Attene: Luca
- Antonio Salines: pai  Carla
- Leila Carli: Nina

1. ↑  La resa dei conti (em italiano), consultado em 30 de junho de 2023